# Rudolf Schoenert
Rudolf Schoenert (27 de julho de 1911 - 30 de novembro de 1985) foi o sétimo piloto de caça nocturno com mais aeronaves inimigas abatidas, um ás da aviação da Luftwaffe durante a Segunda Guerra Mundial. Ele também recebeu a Cruz de Cavaleiro da Cruz de Ferro com Folhas de Carvalho. A Cruz de Cavaleiro da Cruz de Ferro e as suas Folhas de Carvalho foram concedidas para reconhecer a bravura extrema no campo de batalha ou liderança militar de sucesso.

## Resumo de carreira

### Reivindicações de vitória aérea
Schoenert foi creditado com 65 vitórias aéreas conquistadas em 376 missões de combate, incluindo 35 aeronaves soviéticas na Frente Oriental.

### Prémios
- Cruz de Ferro (1939)
  - 2.ª Classe (10 de julho de 1941)[2]
  - 1.ª classe (22 de julho de 1941)[2]
- Troféu de honra da Luftwaffe (Ehrenpokal der Luftwaffe) em 5 de janeiro de 1942[1]
- Cruz Germânica em Ouro em 18 de maio de 1942 como Oberleutnant no 4./Nachtjagdgeschwader 2[3]
- Cruz de Cavaleiro da Cruz de Ferro com Folhas de Carvalho
  - Cruz de Cavaleiro em 25 de julho de 1942 como Oberleutnant da Reserva e Staffelkapitän do 4./Nachtjagdgeschwader 2[4][5]
  - 450.º Folhas de Carvalho em 11 de abril de 1944 como Major da Reserva e comandante do Nachtjagdgruppe 10[4][6]